# El Llano, Guerrero
El Llano är en ort i Mexiko.   Den ligger i kommunen Acatepec och delstaten Guerrero, i den sydöstra delen av landet, 240 km söder om huvudstaden Mexico City. El Llano ligger 1 865 meter över havet och antalet invånare är 384.
Terrängen runt El Llano är huvudsakligen kuperad, men åt sydväst är den bergig. Runt El Llano är det ganska glesbefolkat, med 42 invånare per kvadratkilometer. Närmaste större samhälle är Acatepec, 3,9 km väster om El Llano. I omgivningarna runt El Llano växer huvudsakligen savannskog.